# Pero cocha
Pero cocha là một loài bướm đêm trong họ Geometridae.